# Петер Весселс
Петер Весселс (нід. Peter Wessels; нар. 7 травня 1978) — колишній нідерландський тенісист.
Найвищу одиночну позицію світового рейтингу — 72 місце досяг 7 лютого 2005, парну — 111 місце — 26 жовтня 1998 року.
Здобув 1 одиночний титул.
Найвищим досягненням на турнірах Великого шолома було 3 коло в одиночному розряді.
Завершив кар'єру 2009 року.

## Фінали турнірів ATP за кар'єру

### Одиночний розряд: 2 (1–1)
| Легенда                         |
| ------------------------------- |
| Турніри Великого шлема (0–0)    |
| Фінали Світового туру ATP (0–0) |
| Серія Мастерс ATP (0–0)         |
| Серія турнірів ATP (0–0)        |
| Світова серія ATP (1–1)         |

| Фінали за покриттям |
| ------------------- |
| Тверде (0–0)        |
| Ґрунт (0–0)         |
| Трава (1–1)         |
| Килим (0–0)         |

| Фінали за типом корту |
| --------------------- |
| Відкритий корт (1–1)  |
| Закритий корт (0–0)   |

| Результат | В-П | Дата     | Турнір                                         | Рівень           | Покриття | Суперник       | Рахунок                 |
| --------- | --- | -------- | ---------------------------------------------- | ---------------- | -------- | -------------- | ----------------------- |
| Перемога  | 1–0 | Лип 2000 | Ньюпорт, США                                   | Серія Інтернешнл | Трава    | Єнс Кніппшильд | 7–6(7–3), 6–3           |
| Поразка   | 1–1 | Чер 2007 | Rosmalen Grass Court Championships, Нідерланди | Серія Інтернешнл | Трава    | Іван Любичич   | 6–7(5–7), 6–4, 6–7(4–7) |

## Фінали ATP Челленджер і ITF Ф'ючерс

### Одиночний розряд: 17 (8-9)
| Легенда              |
| -------------------- |
| ATP Челленджер (6–9) |
| ITF Ф'ючерс (2–0)    |

| Фінали за покриттям |
| ------------------- |
| Тверде (5–4)        |
| Ґрунт (1–3)         |
| Трава (0–0)         |
| Килим (2–2)         |

| Результат | В-П | Дата     | Турнір                           | Рівень     | Покриття | Суперник         | Рахунок            |
| --------- | --- | -------- | -------------------------------- | ---------- | -------- | ---------------- | ------------------ |
| Перемога  | 1–0 | Лют 1998 | Любек, Німеччина                 | Челленджер | Килим    | Міхаель Кольманн | 7–6, 6–3           |
| Поразка   | 1–1 | Жов 1998 | Сантьяго, Чилі                   | Челленджер | Ґрунт    | Себастьян Прієто | 5–7, 4–6           |
| Поразка   | 1–2 | Лис 1998 | Порторож, Словенія               | Челленджер | Тверде   | Райнер Шуттлер   | 3–6, 2–6           |
| Поразка   | 1–3 | Гру 1998 | Нюмбрехт, Німеччина              | Челленджер | Килим    | Крістіан Вінк    | 7–6, 4–6, 4–6      |
| Поразка   | 1–4 | Тра 2001 | Антверпен, Бельгія               | Челленджер | Ґрунт    | Дік Норман       | 3–5 ret.           |
| Поразка   | 1–5 | Лис 2001 | Еккенталь, Німеччина             | Челленджер | Килим    | Александер Попп  | 4–6, 7–5, 2–6      |
| Перемога  | 2–5 | Бер 2003 | Франція F8, Мелен (Сена і Марна) | Ф'ючерс    | Килим    | Тьєррі Асьйон    | без гри            |
| Перемога  | 3–5 | Жов 2003 | Реюньйон, Реюньйон               | Челленджер | Тверде   | Фред Геммес мол. | 6–0, 6–2           |
| Поразка   | 3–6 | Бер 2004 | Санремо, Італія                  | Челленджер | Ґрунт    | Потіто Стараче   | 4–6, 4–6           |
| Перемога  | 4–6 | Лип 2004 | Схевенінген, Нідерланди          | Челленджер | Ґрунт    | Рамон Слюйтер    | 7–5, 7–6(9–7)      |
| Поразка   | 4–7 | Сер 2004 | Бронкс, США                      | Челленджер | Тверде   | Жюльєн Жанп'єр   | 6–7(4–7), 6–3, 3–6 |
| Перемога  | 5–7 | Вер 2004 | Стамбул, Туреччина               | Челленджер | Тверде   | Даніеле Браччалі | 6–3, 6–2           |
| Поразка   | 5–8 | Жов 2004 | Болтон, Велика Британія          | Челленджер | Тверде   | Маркос Багдатіс  | 1–6, 6–3, 2–6      |
| Перемога  | 6–8 | Лис 2004 | Гельсінкі, Фінляндія             | Челленджер | Тверде   | Лукаш Длоуги     | 4–6, 6–4, 6–3      |
| Перемога  | 7–8 | Лис 2004 | Гронінген, Нідерланди            | Челленджер | Тверде   | Іво Мінарж       | 6–3, 6–2           |
| Поразка   | 7–9 | Кві 2006 | Сен-Бріє, Франція                | Челленджер | Тверде   | Марк Жікель      | 3–6, 1–6           |
| Перемога  | 8–9 | Бер 2007 | Португалія F2, Лагуш             | Ф'ючерс    | Тверде   | Клеман Морель    | 6–3, 6–2           |

### Парний розряд: 12 (5–7)
| Легенда              |
| -------------------- |
| ATP Челленджер (4–7) |
| ITF Ф'ючерс (1–0)    |

| Фінали за покриттям |
| ------------------- |
| Тверде (0–3)        |
| Ґрунт (4–3)         |
| Трава (0–0)         |
| Килим (1–1)         |

| Результат | В-П | Дата     | Турнір                     | Рівень     | Покриття | Партнер            | Суперники                      | Рахунок                  |
| --------- | --- | -------- | -------------------------- | ---------- | -------- | ------------------ | ------------------------------ | ------------------------ |
| Поразка   | 0–1 | Лип 1997 | Схевенінген, Нідерланди    | Челленджер | Ґрунт    | Рамон Слюйтер      | Алекс Калатрава Том Ванхудт    | 7–6, 2–6, 6–7            |
| Поразка   | 0–2 | Лют 1998 | Ліппштадт, Німеччина       | Челленджер | Килим    | Рамон Слюйтер      | Ендрю Річардсон Майлз Вейкфілд | 6–4, 6–7, 4–6            |
| Перемога  | 1–2 | Кві 1998 | Сан-Луїс-Потосі, Мексика   | Челленджер | Ґрунт    | Едвін Кемпес       | Хосе Фронтера Боббі Кокавец    | 7–6, 4–6, 7–5            |
| Перемога  | 2–2 | Чер 1998 | Простейов, Чехія           | Челленджер | Ґрунт    | Едвін Кемпес       | Томаш Цибулець Томаш Крупа     | 6–4, 7–5                 |
| Перемога  | 3–2 | Вер 1998 | Единбург, Велика Британія  | Челленджер | Ґрунт    | Едвін Кемпес       | Маркос Ондруска Кріс Вілкінсон | 6–7, 6–3, 6–2            |
| Поразка   | 3–3 | Жов 1998 | Сантьяго, Чилі             | Челленджер | Ґрунт    | Едвін Кемпес       | Ота Фукарек Аттіла Шавольт     | 6–7, 4–6                 |
| Поразка   | 3–4 | Жов 1998 | Сан-Паулу, Бразилія        | Челленджер | Ґрунт    | Едвін Кемпес       | Дієго дель Ріо Мартін Родрігес | 6–7, 3–6                 |
| Перемога  | 4–4 | Січ 2003 | Велика Британія F1, Глазго | Ф'ючерс    | Килим    | Едвін Кемпес       | Марко К'юдінеллі Веслі Муді    | 2–6, 7–6(11–9), 7–6(7–5) |
| Поразка   | 4–5 | Жов 2003 | Реюньйон, Реюньйон         | Челленджер | Тверде   | Фред Геммес мол.   | Федеріко Бровне Рогір Вассен   | 1–6, 7–6(7–4), 3–6       |
| Поразка   | 4–6 | Жов 2004 | Болтон, Велика Британія    | Челленджер | Тверде   | Мелле ван Ґемерден | Джефф Кутзе Джим Томас         | 5–7, 3–6                 |
| Перемога  | 5–6 | Лип 2007 | Схевенінген, Нідерланди    | Челленджер | Ґрунт    | Рамон Слюйтер      | Роган Бопанна Пабло Куевас     | 7–6(8–6), 7–5            |
| Поразка   | 5–7 | Бер 2008 | Санрайз, США               | Челленджер | Тверде   | Крістоф Вліген     | Янко Типсаревич Душан Вемич    | 2–6, 6–7(5–7)            |

## Юніорські фінали турнірів Великого шолома

### Парний розряд: 2 (1–1)
| Результат | Рік  | Турнір                               | Покриття | Партнер       | Суперники                      | Рахунок  |
| --------- | ---- | ------------------------------------ | -------- | ------------- | ------------------------------ | -------- |
| Перемога  | 1995 | Відкритий чемпіонат Франції з тенісу | Ґрунт    | Рамон Слюйтер | Джастін Гімелстоб Раян Волтерс | 7–6, 7–5 |
| Поразка   | 1995 | Відкритий чемпіонат США з тенісу     | Тверде   | Рамон Слюйтер | Lee Jong-Min Жоселін Робішо    | 6–7, 2–6 |

## Часовий графік результатів
| W | Ф | ПФ | ЧФ | #Р | КТ | К# | DNQ | A | NH |

### Одиночний розряд
| Турніри Великого шлему                 |     |     |     |     |     |     |     |     |     |     |     |     |     |        |      |     |
| Відкритий чемпіонат Австралії з тенісу |     |     |     | 1р  | 1р  | 1р  | К1р |     | К1р | 2р  | К1р |     |     | 0 / 4  | 1–4  | 20% |
| Відкритий чемпіонат Франції з тенісу   |     |     | К2р | К1р | К1р | К1р |     |     | К2р | 2р  | К1р |     |     | 0 / 1  | 1–1  | 50% |
| Вімблдонський турнір                   | К3р |     |     | 1р  |     | 1р  |     |     |     | 1р  | К2р |     |     | 0 / 3  | 0–3  | 0%  |
| Відкритий чемпіонат США з тенісу       |     | 1р  | К1р | 3р  | 1р  | К1р | К1р |     | К3р | 2р  | К3р | К1р |     | 0 / 4  | 3–4  | 43% |
| В-П                                    | 0–0 | 0–1 | 0–0 | 2–3 | 0–2 | 0–2 | 0–0 | 0–0 | 0–0 | 3–4 | 0–0 | 0–0 | 0–0 | 0 / 12 | 5–12 | 29% |
| Тур ATP Мастерс 1000                   |     |     |     |     |     |     |     |     |     |     |     |     |     |        |      |     |
| Відкритий чемпіонат Маямі з тенісу     |     |     |     | К2р |     | К1р | К2р |     |     | 1р  |     |     | К1р | 0 / 1  | 0–1  | 0%  |
| Рим                                    |     |     |     |     |     |     |     |     |     | К2р |     |     |     | 0 / 0  | 0–0  | –   |
| Мастерс Цинциннаті                     |     |     |     |     | К1р |     |     |     |     |     |     |     |     | 0 / 0  | 0–0  | –   |
| В-П                                    | 0–0 | 0–0 | 0–0 | 0–0 | 0–0 | 0–0 | 0–0 | 0–0 | 0–0 | 0–1 | 0–0 | 0–0 | 0–0 | 0 / 1  | 0–1  | 0%  |